# El misterio del cuarto amarillo
El misterio del cuarto amarillo (Le Mystère de la Chambre Jaune, título original en francés), ópera prima del periodista Gastón Leroux, es uno de los primeros relatos del tipo "misterio del cuarto cerrado", en la que el crimen tiene lugar en una habitación a la que es imposible entrar y de la que es imposible salir (otros ejemplos de este subgénero son Los crímenes de la calle Morgue, de Edgar Allan Poe o El hombre hueco de John Dickson Carr). Fue publicada por entregas en el suplemento literario del semanario L'Ilustration de septiembre a noviembre de 1907, y como libro un año después, por Pierre Laffite. Simultáneamente, en 1908, apareció la edición en castellano publicada por la Biblioteca de La Nación.
 En esta novela hace su aparición el joven reportero Joseph Rouletabille, quien actúa como un detective aficionado.

## Trama
La historia da inicio con un intento de asesinato contra Mathilde Stangerson, hija soltera y ya mayor de un científico, el doctor Stangerson. Los hechos ocurrieron en el castillo del Glandier un edificio muy antiguo, de casi dos pisos, fuera del cual hay un antiguo pabellón en el que se encuentra el laboratorio de los Stangerson, allí trabajan Mathilde y su padre. La Stra. Stangerson duerme pocas veces en el mismo corredor, en un pequeño cuarto amarillo.
En la noche del incidente, ella se dispone a dormir y cierra la puerta con doble llave, lo cual le pareció un poco extraño a su padre y al viejo criado, que tiene por nombre Père Jacques. Pocos segundos después, se escucharon los alarmantes gritos de Mathilde, y dos disparos en el cuarto. Padre y criado intentan abrir la puerta del dormitorio, pero no pueden, de manera que empiezan a forzarla. Mathilde sigue gritando y pidiendo ayuda. Cuando logran entrar, derribando la puerta de roble que posee aquella habitación, Mathilde se encuentra sangrando, agonizando en el suelo con un golpe en la sien, pero no se encuentran rastros de alguna otra persona que se encontrara en la habitación, que no sean los tres antes nombrados. Sin embargo, no hay ningún lugar por el que el supuesto asesino haya pudido huir, ya que la habitación carece de chimenea, posee una sola puerta, cerrada y la única ventana estaba enrejada. En el cuarto se podían divisar algunas manchas de sangre y signos de una dura y reñida pelea. Un hueso de cordero, una pistola, una boina y un pañuelo son algunas de las pistas halladas por la investigación iniciada poco tiempo después. El arma de fuego que se encontraba en el lugar del crimen pertenecía al viejo criado, pero pronto se comprueba que Mathilde la había tomado sin autorización alguna.
Rouletabille es un joven periodista de dieciocho años que viaja al lugar de los hechos acompañado de Sainclair, un amigo estudiante de derecho. Al mismo tiempo llegan de Marquet, el juez de instrucción, con su escribano. La Sûreté, por su parte, envía al famoso inspector Frédéric Larsan, uno de los mejores detectives de Francia, reconocido mundialmente, quien se encontraba en Londres. También está presente en el castillo el señor Robert Darzac, prometido de Mathilde, a quien Sainclair conoce. Al principio ni Larsan, ni Darzac quieren permitir que Rouletabille ingrese al castillo, pero el segundo cambia de opinión después de que el joven periodista le dijera una enigmática frase. Así Rouletabille se instala en el Glandier y participa de la investigación.
Mathilde, malherida, se recupera, pero no aporta datos que puedan identificar a su agresor. Tanto Larsan, como el reportero continúan su investigación. El policía busca huellas y pistas materiales, pero el periodista se inclina por seguir lo que llama: "el lado bueno de la razón", desconfiando de la ambigüedad de los rastros por sí mismos. Su comportamiento, durante la investigación del caso, es desconcertante, circunstancia que se refuerza porque el narrador también aparece perplejo. Preguntas como ¿Matilde estaba peinada con bandós cuando se fue a dormir? o ¿Puedo ver su bastón, Larsan?, desconciertan al  pero se revelarán como importantes a medida que avance la trama.
Conforme van pasando los días, Mathilde se recupera, pero es renuente a hablar de los hechos, como si ocultara algo. Se revela que había roto con su prometido, Darzac a quien varios indicios señalan como culpable; el principal de ellos su ausencia cuando se produjo el ataque y su negativa a decir donde se encontraba. El policía se inclina a considerarlo como el culpable, pero Rouletabille afirma su inocencia.
Días después, en ausencia de Darzac, Mathilde es atacada por segunda vez; ahora en su habitación en una galería del castillo. Esto sucede a pesar de que el periodista sospechaba del ataque y casi logra atrapar a criminal. Rouletabille queda perplejo por lo sucedido en aquella "galería inexplicable".
Mathilde sigue rehusando a revelar algo más, pero se informa de sus actividades en América y de ciertos robos sufridos allí por Stangerson; hurtos que se refieren a sus investigaciones científicas. Se comprueba que otros papeles científicos han desaparecido del laboratorio ubicado en el pabellón.
Un último ataque, que deja a Mathilde casi en coma, termina con la muerte del guardabosques del señor Stangerson, obra aparente del asesino. Al regresar Darzac al castillo, Larsan lo arresta pues ha comprobado que el ex prometido de Mathilde había llegado al pueblo la misma noche del último atentado, Darzac se proclama inocente pero no quiere decir donde ha estado.
Joseph Rouletabille afirma haber resuelto el caso y que el reo es inocente, pero agrega que deberá viajar a América para "hallar la segunda mitad del asesino" y poder acusar con pruebas.
Se inicia el juicio de Robert Darzac con todas las evidencias en su contra. Mathilde, por su parte, sigue en estado inconsciente.
El periódico en el cual trabaja Rouletabille, asegura que este tiene pruebas del verdadero culpable. El público se divide entre los que apoyan a Larsan y los que esperan la aparición del reportero.
En el momento clave del juicio, Rouletabille se hace presente, pero advierte que no podrá decir quien es el culpable hasta las seis y media lo cual provoca una gran conmoción. En privado explica el asesinato del guardabosques, acreditando así su sagacidad.
Pasado un cuarto intermedio, Rouletabille explica el mecanismo del crimen; el atentado ocurrió horas antes y que Mathilde, por motivos que no puede revelar, no quiso informar del mismo a su padre, esperando a la noche para borrar los rastros. Al retirarse a dormir la joven tiene una pesadilla en la cual revive el intento de aquella tarde, toma el revólver, lo dispara y se golpea contra una mesa de mármol. En cuanto a los dos atentados de la "galería inexplicable", el periodista indica la gran agilidad y capacidad de disfrazarse del asesino que no es otro que el mismo detective Frédéric Larsan. Larsan, en efecto, es un famoso criminal y estafador, maestro del engaño y supuestamente muerto, Ballmeyer quien estaba locamente enamorado de Mathilde.
Después de intentar forzarla a que lo acepte, aprovecha su personalidad como Larsan para acusar a Darzac, quien no puede defenderse pues no quería involucrar el honor de su prometida.
Respetuoso de la habilidad de Larsan / Ballmeyer, Rouletabille no ha revelado su nombre hasta brindarle la oportunidad de huir. Ante el reproche del tribunal, responde que sirve a la justicia a su modo y no encarcela personas. Darzac es absuelto.
Después del juicio, Rouletabille le explica a Sinclair que en América supo que Ballmeyer, con el seudónimo de Jean Roussel, se casó en secreto con Mathilde (sin conocimiento de su padre) y que luego fue arrestado. Mathilde, entonces, volvió al lado de su padre  y ambos regresaron a Francia. Al saber que su esposo, cuyo nombre ya conocía, había muerto Mathilde se comprometió con Darzac. Poco después, empero, Ballmeyer apareció para hacer valer sus derechos y le envió una carta donde decía: «Le presbytère n’a rien perdu de son charme, ni le jardin de son éclat», frase que por casualidad Rouletabille había oído, unas noches antes del primer atentado, cuando siguiendo a Mathilde, escuchó que se la leía a Darzac.
Al final de la novela se revela que Mathilde había tenido un hijo de Ballmeyer en América, donde era criado por una anciana tía.
Un misterio queda sin resolver y tiene que ver con el pasado de Rouletabille; él siguió a Mathilde aquella noche porque percibió en ella el "perfume de la dama de negro".

## Personajes
- Joseph Josephin, llamado Rouletabille: Reportero del diario L'Époque.
- Frédéric Larsan: Detective mundialmente famoso, apodado "el gran Fred", por Rouletabille; encargado por la Sureté para resolver el caso.
- Profesor Stangerson: Científico, y dueño del castillo del Glandier, donde sucede el crimen. Es el padre de Mathilde Stangerson.
- Mathilde Stangerson: Hija del profesor Stangerson, su ayudante en sus experimentos, víctima del crimen.
- Père Jacques:[5]  es el mayordomo de la familia Stangerson desde hace varios años.
- Robert Darzac: Novio de Matilde. Se iban a casar pero rompieron el compromiso, en secreto, antes de que ocurriera el crimen. Es el principal sospechoso para Larsan.
- Señor y señora Bernier: porteros de los Stangerson. Arrestados al principio de la historia, son puestos en libertad gracias a Rouletabille.
- Sainclair: Amigo de Rouletabille, es el narrador en primera persona.
- Señor de Marquet :[6] Juez de instrucción del caso, aficionado a escribir obras dramáticas, es presentado como poco perspicaz.
- Mère Agenoux: Especie de santa que vive en el bosque. Tiene como mascota un enorme gato llamado El animalito de Dios.[7]
- El guardabosques, también llamado El hombre verde: guardián de las tierras del castillo al servicio de Stangerson y amante de la Señora Mathieu. Asesinado.
- Señora Mathieu: esposa del posadero y amante de guardabosques.
- Père Mathieu: dueño de la posada, Del Donjon y esposo de la señora Mathieu.
- Arthur William Rance: científico norteamericano, también enamorado de Mathilde.

## Adaptaciones
El misterio del cuarto amarillo fue adaptado varias veces como película, y traducida a varios idiomas:
- The Mystery of the Yellow Room (1919) en Internet Movie Database
- Le Mystère de la Chambre Jaune (1930) en Internet Movie Database
- El misterio del cuarto amarillo, película argentina de 1947.
- Le Mystère de la Chambre Jaune (1949) en Internet Movie Database
- Le Mystère de la Chambre Jaune (2003) en Internet Movie Database